# ثنائي كبريتات

بنية أنيون ثنائي الكبريتات.

ثنائي كبريتات  (أو بيروكبريتات) هو أنيون أكسجيني للكبريت صيغته 2−S2O7، وهو مشتق من حمض ثنائي الكبريتيك H2S2O7.
من الأمثلة على هذه الأملاح كل من بيروكبريتات الصوديوم وبيروكبريتات البوتاسيوم.

## التحضير
يمكن أن تحضر أملاح البيروكبريتات من تسخين أملاح البيكبريتيت:
{\displaystyle \mathrm {2\ HSO_{4}^{-}\longrightarrow \ S_{2}O_{7}^{2-}\ +\ H_{2}O} }
كما يمكن أن تحضر وفق أسلوب تحضير حمض ثنائي الكبريتيك عن طريق حل ثلاثي أكسيد الكبريت في محلول الكبريتات:
{\displaystyle \mathrm {SO_{4}^{2-}\ +\ SO_{3}\longrightarrow \ S_{2}O_{7}^{2-}} }

## الخواص
تعد أنيونات ثنائي الكبريتات ذات نشاط كيميائي كبير، وتبلغ حالة أكسدة الكبريت فيها +6. تشبه بنية ثنائي الكبريتات بنية ثنائي الكرومات وذلك على وحدتين لهما بنية جزيئية رباعية السطوح ترتبطان بجسر أكسجيني.
تتحول هذه الأنيونات إلى كبريتات عند التماس مع الماء أو نتيجة التسخين:
{\displaystyle \mathrm {S_{2}O_{7}\,_{(aq)}^{2-}+H_{2}O_{(l)}\ \longrightarrow \ SO_{4}\,_{(aq)}^{2-}+H_{2}SO_{4(aq)}} }
{\displaystyle \mathrm {S_{2}O_{7}^{2-}\longrightarrow \ SO_{4}^{2-}\ +\ SO_{3}} }